# FIA-Formel-2-Meisterschaft
Die FIA Formel-2-Meisterschaft ist eine Automobilrennserie für Formel-Rennwagen und gilt als unmittelbare Vorstufe zur höchsten Motorsportkategorie Formel 1. Die Rennen werden u. a. im Rahmen der europäischen Formel-1-Grand-Prix-Wochenenden ausgetragen.
Sie löste 2005 die internationale Formel-3000-Meisterschaft ab und wurde bis 2016 unter dem Namen GP2-Serie ausgetragen.

## Fahrer in der Formel 1
Etliche Fahrer konnten sich in dieser Serie bisher für die Formel 1 empfehlen. Darunter sind die bisherigen GP2- bzw. Formel-2-Meister Nico Rosberg (2005), Lewis Hamilton (2006), Timo Glock (2007), Nico Hülkenberg (2009), Pastor Maldonado (2010), Romain Grosjean (2011), Jolyon Palmer (2014), Stoffel Vandoorne (2015), Pierre Gasly (2016), Charles Leclerc (2017), George Russell (2018), Nyck de Vries (2019), Mick Schumacher (2020) und Oscar Piastri (2021). Der Champion der Saison 2008, Giorgio Pantano, der bereits in der Formel-1-Weltmeisterschaft 2004 14 Rennen für Jordan Grand Prix absolvierte, fand wegen seines fortgeschrittenen Alters nicht erneut ein Formel-1-Cockpit. Weitere ehemalige GP2- bzw. Formel-2-Piloten, die es in die Formel 1 geschafft haben, sind Heikki Kovalainen (Vizemeister 2005), Nelson Piquet jr. (Vizemeister 2006), Lucas di Grassi (Vizemeister 2007), Bruno Senna (Vizemeister 2008), Witali Petrow (Vizemeister 2009), Sergio Pérez (Vizemeister 2010), Alexander Rossi (Vizemeister 2015), Antonio Giovinazzi (Vizemeister 2016), Lando Norris (Vizemeister 2018), Nicholas Latifi (Vizemeister 2019) sowie Scott Speed, Jules Bianchi, Esteban Gutiérrez, Felipe Nasr, Sergei Sirotkin, Alexander Albon, Charles Pic, Max Chilton, Rio Haryanto, Giedo van der Garde, Sébastien Buemi, Kazuki Nakajima, Marcus Ericsson, Karun Chandhok, Kamui Kobayashi, Brendon Hartley, Yuki Tsunoda, Nikita Masepin, Liam Lawson, Olli Bearman und Franco Colapinto. Außerdem fuhren Gianmaria Bruni, Antonio Pizzonia, Sakon Yamamoto und Roberto Merhi nach ihrem Formel-1-Engagement in der GP2-Serie.

## Sportliches Reglement

### Ablauf des Rennwochenendes
Bis zur Saison 2020 wurden an einem Formel-2-Wochenende am Samstag und am Sonntag jeweils ein Rennen ausgetragen. Nach einem freien Training von 30 Minuten am Freitag entschied ein ebenfalls 30-minütiges Qualifying über die Startaufstellung des ersten Rennens am Samstag, welches über 170 Kilometer bzw. 60 Minuten ausgetragen wurde und einen Pflichtboxenstopp enthielt, der frühestens nach sechs Runden durchgeführt werden durfte und bei dem mindestens zwei Reifen gewechselt werden mussten. Die Startaufstellung für das zweite Rennen am Sonntag über eine Distanz von 120 Kilometern bzw. 45 Minuten ergab sich aus dem Ergebnis des ersten Rennens, wobei die ersten acht Piloten in umgekehrter Reihenfolge starteten.
Zur Saison 2021 erfolgte eine Änderung des Rennformats. Es wurden am Samstag zwei Sprintrennen über jeweils 120 Kilometer bzw. 45 Minuten ausgetragen. Das Hauptrennen über eine Distanz von 170 Kilometern bzw. 60 Minuten fand nun am Sonntag statt und beinhaltete weiterhin einen Pflichtboxenstopp. Nach einem freien Training von 45 Minuten am Freitag entschied ein 30-minütiges Qualifying über die Startaufstellung für das Hauptrennen. Die Startaufstellung für das erste Sprintrennen ergab sich ebenfalls aus dem Ergebnis des Qualifyings, wobei hier die zehn bestplatzierten Fahrer in umgekehrter Reihenfolge starteten. Die Startaufstellung für das zweite Sprintrennen ergab sich aus dem Ergebnis des ersten Sprintrennens, wobei auch hier die zehn bestplatzierten Fahrer in umgekehrter Reihenfolge starteten.
Zur Saison 2022 wurde das Rennformat abermals geändert. Am Samstag findet nur noch ein Sprintrennen statt, die Zahl der Rennen pro Wochenende verringert sich somit von drei auf zwei. Nach einem freien Training von 45 Minuten am Freitag entscheidet ein 30-minütiges Qualifying über die Startaufstellung für das Hauptrennen. Die Startaufstellung für das Sprintrennen ergibt sich ebenfalls aus dem Ergebnis des Qualifyings, wobei hier die zehn bestplatzierten Fahrer in umgekehrter Reihenfolge starten.

### Punkteverteilung
Die Punktewertung orientiert sich am aktuellen Punktesystem der Formel 1. So erhält der Erstplatzierte des Hauptrennens 25, der Zweite 18, der Dritte 15 Punkte, bis hin zum Zehntplatzierten, der einen Punkt erhält. Darüber hinaus werden Zusatzpunkte verteilt: Der Polesetter des Hauptrennens erhält vier Bonuszähler. In jedem Rennen werden für den Piloten mit der schnellsten Rundenzeit zwei weitere Punkte gutgeschrieben. Die maximale Punktzahl, die ein Rennfahrer pro Rennwochenende erreichen kann, lag damit bis zur Saison 2020 bei 48 Zählern, in der Saison 2021 waren pro Rennwochenende bis zu 65 Punkte möglich. Seit der Saison 2022 kann ein Fahrer pro Rennwochenende bis zu 39 Punkte erzielen.

#### Bis 2021
- Pole beim Hauptrennen: 4 Punkte
- Hauptrennen: 25-18-15-12-10-8-6-4-2-1 für die besten 10
- Sprintrennen: 15-12-10-8-6-4-2-1 für die besten 8
- Schnellste Runde: 2 Punkte pro Rennen (man muss sich allerdings unter den ersten zehn Fahrern platzieren, von der normalen Startposition aus gestartet sein und darf in den Sprintrennen keinen nicht wetterbedingten Reifenwechsel absolviert haben)

#### Seit 2021
- Pole beim Hauptrennen: 2 Punkte
- Hauptrennen: 25-18-15-12-10-8-6-4-2-1 für die besten 10
- Sprintrennen: 10-8-6-5-4-3-2-1 für die besten 8
- Schnellste Runde: 1 Punkt pro Rennen (man muss sich allerdings unter den ersten zehn Fahrern platzieren, von der normalen Startposition aus gestartet sein und darf im Sprintrennen keinen nicht wetterbedingten Reifenwechsel absolviert haben)

## Technik

### Chassis

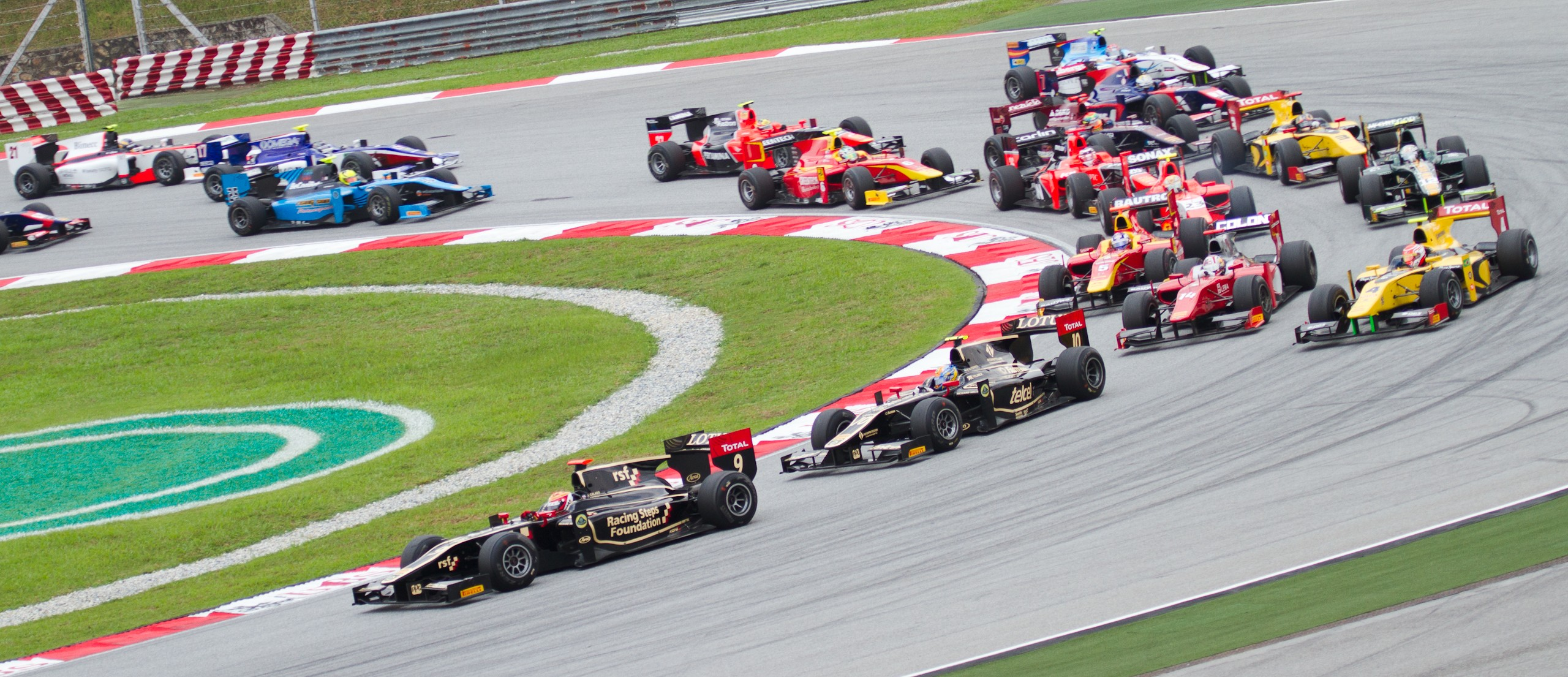
Fahrzeuge der GP2 in Sepang, 2012

In der im Vergleich zur Formel 1 deutlich kostengünstigeren Nachwuchsserie kommt einheitliche Technik zum Einsatz. In Aussehen, Technik und Leistung ähneln die Monoposti der FIA-Formel-2-Meisterschaft den Wagen der Formel 1 jedoch stark, die Sicherheitsstandards der Königsklasse werden ebenfalls eingehalten. Von 2011 bis 2017 wurde das von der italienischen Firma Dallara hergestellte Chassis GP2/11 eingesetzt. Von der Saison 2018 bis 2023 kam der, mit dem Halo-System ausgestattete Chassis Dallara F2 2018 zur Verwendung. Ab 2024 wurde ein neues Chassis eingeführt, der Dallara F2 2024.

### Motor und Getriebe
Die bis einschließlich 2017 eingesetzten 4,0-Liter-V8-Motoren von Renault sind darauf ausgelegt, eine komplette Saison zu überstehen. Sie erzielen etwa 450 kW (612 PS) Leistung und werden von Mecachrome gefertigt und gewartet. Seit 2018 wird der Mecachrome V634, ein 3,4-Liter-V6-Turbomotor von Renault-Mecachrome, eingesetzt. 2024 wurde der Motor im Zuge des Chassis-Wechsel überarbeitet. Die Rundenzeiten der FIA-Formel-2-Boliden liegen im Rennen, je nach Streckenprofil, bis zu 10 Sekunden über denen der Formel 1. In der Anfangszeit gab es Schwierigkeiten beim Anfahren, wodurch öfter Motoren beim stehenden Start abgewürgt wurden. Einige Rennen wurden deshalb fliegend gestartet. Geschaltet wird mit Schaltwippen am Lenkrad. Zusätzliche Fahrhilfen wie Servolenkung oder Traktionskontrolle sind verboten.
Zur Saison 2018 wurde ein neuer 3,4-Liter-Turbomotor V6 von Mecachrome mit 456 kW (620 PS) Leistung eingeführt.

### Reifen
Als Bereifung kommen Slicks zum Einsatz. Von 2005 bis 2010 war Bridgestone der Reifenausstatter der Meisterschaft, 2011 übernahm Pirelli diese Funktion. Ab 2011 verwendeten die Teams dieselben vier Reifenmischungen wie die Formel 1 und seit 2012 konnten während eines Rennwochenendes – mit Ausnahme des Sonntagsrennens, in dem unbenutzte Reifen der härteren Sorte vorgeschrieben waren – sogar zwei verschiedene Mischungen eingesetzt werden. Insgesamt verfügten die Teams pro Wochenende über vier Sätze Slicks (drei der härteren, einer der weicheren Mischung) und drei Sätze Regenreifen.
Seit der Formel-2-Saison 2020 sind 18 Zoll-Reifen vorgeschrieben. Es sind, wie in der Saison ab 2016, 5 Mischungen verfügbar, von denen drei beim Rennwochenende verwendet werden. Die Mischungen, die beim Rennwochenende zum Einsatz kommen, werden von Pirelli vorgegeben.

### Unglücksfälle
Im Jahr 2019 verunglückte der Franzose Anthoine Hubert in der zweiten Runde des Hauptrennens im belgischen Spa-Francorchamps tödlich. Ebenfalls in den Unfall wurde der ecuadorianisch-US-amerikanische Rennfahrer Juan Manuel Correa verwickelt, der sich schwere Beinverletzungen sowie Verletzungen an der Wirbelsäule zuzog und wenige Tage nach dem Unfall in ein künstliches Koma versetzt wurde. 2020 zog sich der Indonesier Sean Gelael im spanischen Montmeló Frakturen an der Wirbelsäule zu, woraufhin er den Rest der Saison verpasste. 2021 blieb der französische Rennfahrer Théo Pourchaire beim Start des Hauptrennens im saudi-arabischen Jeddah stehen, woraufhin der Brasilianer Enzo Fittipaldi diesem auf das Heck auffuhr. Fittipaldi brach sich bei dem Unfall eine Ferse. 2022 ereignete sich in Jeddah erneut ein Unfall, bei dem der türkische Rennfahrer Cem Bölükbaşı in eine Betonmauer einschlug und sich eine Gehirnerschütterung zuzog.

## Bisherige Meister
In der Formel 2 ist es dem amtierenden Champion nicht erlaubt, in der folgenden Saison nochmal anzutreten.
| Jahr | Meister           | Punkte | Zweiter            | Punkte | Dritter           | Punkte | Bestes Team          | Punkte |
| ---- | ----------------- | ------ | ------------------ | ------ | ----------------- | ------ | -------------------- | ------ |
| 2005 | Nico Rosberg      | 120,0  | Heikki Kovalainen  | 105,0  | Scott Speed       | 67,5   | ART Grand Prix       | 187,0  |
| 2006 | Lewis Hamilton    | 114,0  | Nelson Piquet jr.  | 102,0  | Alexandre Prémat  | 66,0   | ART Grand Prix       | 179,0  |
| 2007 | Timo Glock        | 88,0   | Lucas di Grassi    | 77,0   | Giorgio Pantano   | 59,0   | iSport International | 118,0  |
| 2008 | Giorgio Pantano   | 76,0   | Bruno Senna        | 64,0   | Lucas di Grassi   | 63,0   | Campos Grand Prix    | 103,0  |
| 2009 | Nico Hülkenberg   | 100,0  | Witali Petrow      | 75,0   | Lucas di Grassi   | 63,0   | ART Grand Prix       | 136,0  |
| 2010 | Pastor Maldonado  | 87,0   | Sergio Pérez       | 71,0   | Jules Bianchi     | 53,0   | Rapax Team           | 114,0  |
| 2011 | Romain Grosjean   | 89,0   | Luca Filippi       | 54,0   | Jules Bianchi     | 53,0   | Barwa Addax Team     | 101,0  |
| 2012 | Davide Valsecchi  | 247,0  | Luiz Razia         | 222,0  | Esteban Gutiérrez | 176,0  | DAMS                 | 342,0  |
| 2013 | Fabio Leimer      | 201,0  | Sam Bird           | 181,0  | James Calado      | 159,0  | Russian Time         | 273,0  |
| 2014 | Jolyon Palmer     | 276,0  | Stoffel Vandoorne  | 229,0  | Felipe Nasr       | 224,0  | DAMS                 | 349,0  |
| 2015 | Stoffel Vandoorne | 341,5  | Alexander Rossi    | 181,5  | Sergei Sirotkin   | 139,0  | ART Grand Prix       | 410,0  |
| 2016 | Pierre Gasly      | 219,0  | Antonio Giovinazzi | 211,0  | Sergei Sirotkin   | 159,0  | Prema Racing         | 430,0  |
| 2017 | Charles Leclerc   | 282,0  | Artjom Markelow    | 210,0  | Oliver Rowland    | 191,0  | Russian Time         | 395,0  |
| 2018 | George Russell    | 287,0  | Lando Norris       | 219,0  | Alexander Albon   | 212,0  | Carlin               | 381,0  |
| 2019 | Nyck de Vries     | 266,0  | Nicholas Latifi    | 214,0  | Luca Ghiotto      | 207,0  | DAMS                 | 418,0  |
| 2020 | Mick Schumacher   | 215,0  | Callum Ilott       | 201,0  | Yuki Tsunoda      | 200,0  | Prema Racing         | 392,0  |
| 2021 | Oscar Piastri     | 252,5  | Robert Schwarzman  | 192,0  | Guanyu Zhou       | 183,0  | Prema Racing         | 444,5  |
| 2022 | Felipe Drugovich  | 265,0  | Théo Pourchaire    | 164,0  | Liam Lawson       | 149,0  | MP Motorsport        | 305,0  |
| 2023 | Théo Pourchaire   | 203,0  | Frederik Vesti     | 192,0  | Jack Doohan       | 168,0  | ART Grand Prix       | 353,0  |
| 2024 | Gabriel Bortoleto | 214,5  | Isack Hadjar       | 192,0  | Paul Aron         | 163,0  | Invicta Racing       | 288,5  |

## GP2-Asia-Serie
Die GP2-Serie wurde fast nur in Europa ausgetragen; einzig in Bahrain gab es 2006 und 2007 jeweils ein Rennen. Ab der Saison 2008 wurde dies deutlicher getrennt, indem die GP2-Asia-Serie geschaffen und auf mehreren asiatischen Rennstrecken ausgetragen wurde. Die Serie wurde nach den gleichen Regeln ausgetragen.
Der Zeitplan der asiatischen GP2-Serie wurde so gestaltet, dass die teilnehmenden Teams im Anschluss an die in den Wintermonaten stattfindende Meisterschaft in der regulären GP2-Serie starten konnten.
Wurden in den beiden ersten Saisons noch Rennen auf diversen asiatischen Strecken ausgetragen, reduzierte es sich in der dritten Saison auf je zwei Rennwochenenden auf zwei Strecken, die auch noch beide im Bereich der arabischen Halbinsel liegen. Für die Saison 2011 blieb nach den Ausschreitungen in Bahrain (wo zwei Rennwochenenden geplant waren) nur noch ein Event in Abu Dhabi übrig. Stattdessen wurde ein Rennwochenende im italienischen Imola ausgetragen und die Serie komplett eingestellt.
Seit der Saison 2012 wird nun eine gemeinsame Meisterschaft in Europa und Asien ausgetragen – mit jeweils vier Rennen in Asien.